# Bagrat I. (Kuropalat)
Bagrat I. (georgisch ბაგრატ I კურაპალატი; * um 822; † 876) war von 830 bis 876 Kuropalates und ab 842 Fürst von Innerkartlien.

## Leben
Bagrat I. war der mittlere Sohn von Aschot I. Kuropalates. Durch seine Minderjährigkeit und die seiner Brüder bedingt, befand sich sein Fürstentum in einer Schwächephase und konnte keine aktive Rolle in der georgischen Politik spielen. Als Muhammad ibn Chalid ibn Yazid 842 Statthalter Armeniens wurde, verbündete sich Bagrat mit diesen gegen den aufsässigen Emir von Tiflis, Sahak und erhielt zum Dank Kartli zugesprochen. 
Sahak (Ishak) ibn Isma’il regierte etwa 830–853 als Emir in Tiflis und alle georgischen Fürsten mussten den Kharadsch an ihn entrichten. Nachdem sich die Heere Bagrats und des neuen armenischen Statthalters vereinigt hatten, rückte Sahak gegen sie ins Feld. Auf der Seite Sahaks kämpften kachetische Aufgebote. Bei Rech kam es zur Schlacht, die unentschieden endete. 
Da Sahak zu mächtig geworden war, schickte 853 der Kalif al-Mutawakkil (847–862) seinen Feldherrn Bugha den Türken mit einer gewaltigen Armee in den Kaukasus. Dieser nahm Tiflis im Sturm und ließ Sahak hinrichten. Kaum war Sahak ermordet worden, rückte der abchasische König Dimitri II. (837–871) gegen Muhammad ibn Chalid ins Feld. Dieser schickte Bagrat mit dem General Zirab gegen ihn, und beide schlugen die Abchasier unter großen Verlusten. Nachdem Bagrat auf dem Rückmarsch war, wurde er unterwegs von Gardabanern in Kachetien angegriffen und vernichtend geschlagen. Auch Bugha, der einschreiten wollte, erlitt das gleiche Schicksal. 
Nach einer weiteren Niederlage zog sich Bugha langsam aus dem Kaukasus zurück und bestätigte Muhammad ibn Chalid als Statthalter Armeniens. In den sechziger Jahren gelang es dem König von Abchasien wieder Teile von Kartli zu besetzen. Es wurde jetzt verstärkt zum Spielball von Abchasiern, Armeniern und Arabern.
Die verschiedene Bagratidenlinien verbündeten sich je nach Interessenlage mit den unterschiedlichsten Seiten. Der Kuropalates Bagrat hatte 3 Söhne: David I. s. d., Adarnase, stirbt († 874) vor dem Vater und Aschot († 885).
| Vorgänger | Amt                            | Nachfolger |
| --------- | ------------------------------ | ---------- |
| Aschot I. | Kuropalat von Georgien 830–876 | David I.   |

| Personendaten    | Personendaten      |
| ---------------- | ------------------ |
| NAME             | Bagrat I.          |
| KURZBESCHREIBUNG | König von Georgien |
| GEBURTSDATUM     | um 822             |
| STERBEDATUM      | 876                |